# Janet Jacme
Janet Jacme, född 22 oktober 1967 i Chicago, Illinois, USA, är en amerikansk skådespelare i pornografisk film, som medverkat i över 100 filmer sedan debuten 1992.